# Taxithelium kuilui
Taxithelium kuilui är en bladmossart som beskrevs av Ferdinand François Gabriel Renauld och Jules Cardot 1901. Taxithelium kuilui ingår i släktet Taxithelium och familjen Sematophyllaceae. Inga underarter finns listade i Catalogue of Life.